# Креткі-Дуже
Креткі-Дуже (пол. Kretki Duże) — село в Польщі, у гміні Осек Бродницького повіту Куявсько-Поморського воєводства.
Населення — 153 особи (2011).
У 1975-1998 роках село належало до Торунського воєводства.

## Демографія
Демографічна структура станом на 31 березня 2011 року:
|          | Загалом | Допрацездатний вік | Працездатний вік | Постпрацездатний вік |
| -------- | ------- | ------------------ | ---------------- | -------------------- |
| Чоловіки | 77      | 17                 | 48               | 12                   |
| Жінки    | 76      | 17                 | 38               | 21                   |
| Разом    | 153     | 34                 | 86               | 33                   |